# Odontosoria flexuosa
Odontosoria flexuosa är en ormbunkeart som först beskrevs av Kurt Sprengel, och fick sitt nu gällande namn av William Ralph Maxon. Odontosoria flexuosa ingår i släktet Odontosoria och familjen Lindsaeaceae. Inga underarter finns listade.